# Bloxom
Bloxom est une municipalité américaine située dans le comté d'Accomack en Virginie.
Selon le recensement de 2010, Bloxom compte 387 habitants. La municipalité s'étend sur 0,33 mille carré (0,85 km2).
La localité doit son nom à l'un de ses premiers receveurs des postes, William E. Bloxom.